# Yulhyeon-Tunnel
Der im Dezember 2016 eröffnete Yulhyeon-Tunnel (koreanisch 율현터널) in Südkorea ist mit 50 Kilometern einer der längsten Eisenbahntunnel der Welt. Der aus einer Röhre mit zwei Gleisen bestehende Tunnel ist Teil der 61,1 Kilometer langen Schnellfahrstrecke Suseo–Pyeongtaek, die den Bahnhof Suseo im Südosten der südkoreanischen Hauptstadt Seoul mit der bereits 2004 eröffneten Schnellfahrstrecke vom Bahnhof Seoul nach Daegu verbindet. Die Einfädelung in die ältere Schnellfahrstrecke erfolgt im Süden der Stadt Pyeongtaek.
Der Tunnel selbst nimmt ca. 82 % der gesamten Neubaustrecke ein. Der Yulhyeon-Tunnel wurde mit der Neuen Österreichischen Tunnelbaumethode (NÖT) erstellt und ist baulich für eine Höchstgeschwindigkeit von 300 km/h ausgelegt. Die mittlere Reisegeschwindigkeit beträgt durch den Zwischenhalt im unterirdischen Bahnhof Dongtan im südlichen Teil des Tunnels ca. 240 km/h. Der SRT in Richtung Busan und Mokpo fährt vom Bahnhof Suseo ab und benutzt diesen Tunnel. Wenn man den Tunnel verlässt, befindet sich der Bahnhof Jije in der Nähe.
Da der Yulhyeon-Tunnel durch eine aktive Verwerfung führt, können Risse auftreten, wenn ein Erdbeben auftritt. Darüber hinaus gibt es 16 vertikale Auslässe, die im Notfall nach außen evakuiert werden können.